# Draconema eirum
Draconema eirum är en rundmaskart som beskrevs av John Inglis 1968. Draconema eirum ingår i släktet Draconema och familjen Draconematidae. Inga underarter finns listade i Catalogue of Life.